# Jules Lowie
Jules Lowie (Nokere, 6 ottobre 1913 – Deinze, 2 agosto 1960) è stato un ciclista su strada belga.

## Carriera
Corridore completo, gareggiò sia nelle corse a tappe, sia nelle corse di un giorno. La vittoria più prestigiosa la ottenne nel 1938, vincendo la classifica generale della Parigi-Nizza; degni di nota sono i 2 piazzamenti nei primi dieci della classifica generale al Tour de France.
Nelle classiche ottenne alcuni piazzamenti di rilievo, come il quinto posto al Giro delle Fiandre 1942 e il secondo alla Parigi-Roubaix 1943; alla Parigi-Bruxelles 1937, ottenne il terzo posto dietro Albert Beckaert e Frans Bonduel.

## Palmarès
- 1938 (Ch. Pellisier, due vittorie)

Classifica generale Parigi-Nizza
2ª tappa Paris-Saint-Étienne
- 1942 (Mercier, una vittoria)

Sint-Martens-Lierde
- 1943 (Mercier, una vittoria)

3ª tappa Omloop van België
- 1944 (Mercier, una vittoria)

Olsene - Zulte

### Altri successi
- 1942 (Mercier, quattro vittorie)

Criterium di Valkenburg aan de Geul
Criterium di Jette
Criterium di Eine
Criterium di Flémalle-Haute
- 1943 (Mercier, una vittoria)

Criterium di Marelbeke
- 1944 (Mercier, quattro vittorie)

Kermesse di Ruiselede
Criterium di Koekelberg
Criterium di Zulte
Criterium di Olsene
- 1945 (Mercier, una vittoria)

Criterium di Nederzwalm-Hermelgem

## Piazzamenti

### Grandi giri
- Tour de France

1935: 5º
1937: non partito (17ª tappa, 1ª semitappa)
1938: 8º
1939: ritirato (8ª tappa, 1ª semitappa)

### Classiche monumento
- Giro delle Fiandre

1935: 7º
1941: 7º
1942: 5º
1944: 26º
- Parigi-Roubaix

1935: 54º
1943: 2º
- Liegi-Bastogne-Liegi

1939: 25º